# Parcours BD de Bruxelles
Le parcours BD de Bruxelles est un parcours constitué d’un ensemble de peintures murales conçues ou inspirées par les grands auteurs de la bande dessinée belge, mais aussi française, italienne ou suisse.
Elles recouvrent les murs de plusieurs bâtiments dans le centre de la capitale belge, ainsi que dans le quartier de Laeken et dans la commune d'Auderghem.

## Histoire
Le projet a débuté en 1991, à l'initiative de Michel Van Roye, échevin de la Propreté Publique, et mis en place par Patrick Lowie, chargé de mission pour le projet au sein des autorités communales de Bruxelles-ville et avec la collaboration du Centre belge de la bande dessinée. Au départ, il ne s’agissait que de masquer ou d’embellir l’un ou l’autre pignon ou pan de mur de la ville (les pignons de la ville étaient souvent l'endroit où les habitants déposaient leurs immondices, le but du projet était donc de diminuer les dépôts illégaux de poubelles) qui revendique être l’une des capitales de la bande dessinée. C'est aussi une occasion de rappeler aux habitants et aux visiteurs que de nombreux dessinateurs, connus dans le monde entier, sont nés ou ont grandi à Bruxelles. Rapidement, l’idée prend de l’ampleur jusqu’à compter aujourd’hui[Quand ?] une quarantaine de fresques, rien que dans le Pentagone (centre de Bruxelles), dont la découverte offre l’occasion d'explorer certains quartiers hors des sentiers touristiques.
Le mur BD Broussaille est la première fresque du parcours de la BD à être réalisée,. Il est inauguré en juillet 1991 d'après un projet original de Frank Pé. Il se trouve au carrefour entre la rue du Marché au Charbon et la rue Plattesteen. Elle est restaurée et légèrement modifiée en 1999 par l'ASBL « Art Mural ».
À Auderghem une fresque en hommage au Scrameustache, l'extraterrestre sympathique créé par Gos d'une superficie de 50 m2 a été officiellement inaugurée le 15 novembre 2008 en présence de Gos et de son fils Walt. À cette occasion, Gos s'est félicité que « les extraterrestres soient enfin reconnus à Bruxelles ».
Chaque année voit apparaître de nouvelles fresques, par exemple, en juillet 2011, celle représentant Yoko Tsuno, l'électronicienne japonaise du dessinateur-scénariste Roger Leloup, ou fin 2013, le couple Aaricia et Thorgal, personnages imaginés par Rosiński et Van Hamme.
En 2019, la fresque de La Marque jaune tirée des aventures de Blake et Mortimer, est située initialement à l’angle des rues du Houblon et du Grand-Serment à Bruxelles, puis définitivement couverte par un nouveau bâtiment. La fresque est réinstallée en 2020 sur un autre mur, rue du Temple, dans le quartier des Marolles,.
Un parcours dans la ville a été défini pour découvrir ces murs et fresques,.

## Liste des fresques

### Liste des fresques dans le centre-ville
La liste des fresques a été rangée selon un critère de proximité entre les peintures murales. Puisque l'ensemble des fresques constitue le Parcours BD de Bruxelles, ce critère permet de visualiser un plan logique pour suivre le parcours. Toutefois, il n'existe pas de point de départ ni de point de fin. La liste a été rangée en commençant par les fresques centrales de la rue du Marché au Charbon et en finissant près de la gare de Bruxelles-Midi.
| no | Mur BD                    | Image | Auteur                             | Date                                    | Réalisation                                                                           | Lieu                                                                          | Superficie | Commentaires |
| -- | ------------------------- | ----- | ---------------------------------- | --------------------------------------- | ------------------------------------------------------------------------------------- | ----------------------------------------------------------------------------- | ---------- | --- |
| 1  | Victor Sackville          |       | Francis Carin                      | août 2002                               | Art Mural asbl. Oreopoulos G. Vandegeerde D.                                          | Rue du Marché au Charbon / Rue Plattesteen                                    | ± 60 m2    | |
| 2  | Broussaille               |       | Frank Pé                           | septembre 1999                          | ART MURAL asbl. Mangnay J.-Y. Oreopoulos G. Pieterhons R. Vandegeerde D.              | Rue du Marché au Charbon / Rue Plattesteen                                    | ± 45 m2    | |
| 3  | Le Passage                |       | François Schuiten                  | juillet 1995                            | ART MURAL asbl. Oreopoulos G. Vandegeerde D.                                          | Rue du Marché au Charbon 17                                                   | ± 20 m2    | |
| 4  | Ric Hochet                |       | Tibet                              | novembre 1994                           | ART MURAL asbl. Oreopoulos G. Vandegeerde D.                                          | Rue du Bon Secours 9                                                          | ± 30 m2    | |
| 5  | Tintin                    |       | Hergé                              | juillet 2005                            | ART MURAL asbl. Oreopoulos G. Vandegeerde D.                                          | Rue de l'Étuve 33                                                             | ± 36 m2    | |
| 6  | Olivier Rameau            |       | Dany                               | juin 1997                               | ART MURAL asbl. Oreopoulos G. Vandegeerde D.                                          | Rue du Chêne 9                                                                | ± 60 m2    | Personnages: de Haut en Bas et gauche à droite. Le Grand Pas sage Ebouriffon, Olivier Rameau , Colombe Tiredaile, les 3 Ziroboudons, Monsieur Pertinent et le nain Colossale. |
| 7  | Le Jeune Albert           |       | Yves Chaland                       | mai 2000                                | ART MURAL asbl. Mangnay J.-Y. Oreopoulos G. Pieterhons R. Vandegeerde D.              | Rue des Alexiens 49                                                           | ± 110 m2   | |
| 8  | Monsieur Jean             |       | Dupuy-Berberian                    | novembre 2002                           | ART MURAL asbl. Oreopoulos G. Vandegeerde D.                                          | Rue des Bogards / Rue du Midi                                                 | ± 64 m2    | |
| 9  | XIII                      |       | William Vance Jean Van Hamme       | 14 octobre 2010                         | ART MURAL asbl. Oreopoulos G. Vandegeerde D. Kuleczko R.                              | Rue Philippe de Champagne 33                                                  | ± 43 m2    | |
| 10 | Yoko Tsuno                |       | Roger Leloup                       | juin 2011                               | ART MURAL asbl. Oreopoulos G. Vandegeerde D. Ardila Aguirre A. Kuleczko R. Dussart G. | Rue Terre-Neuve 15                                                            | ± 55 m2    | |
| 11 | Isabelle et Calendula     |       | Will                               | octobre 1997 (disparu 2016)             | ART MURAL asbl. Oreopoulos G. Vandegeerde D.                                          | Rue de la Verdure 13                                                          | ± 86 m2    | |
| 12 | Thorgal et Aaricia        |       | Grzegorz Rosiński Jean Van Hamme   | novembre 2013                           | URBANA ASBL                                                                           | 2a Place Anneessens                                                           | Inconnu    | |
| 13 | Néron                     |       | Marc Sleen                         | mai 1995                                | ART MURAL asbl. Oreopoulos G. Vandegeerde D.                                          | Place Saint-Géry                                                              | ± 40 m2    | |
| 14 | L'Ange                    |       | Yslaire                            | mai 1998                                | ART MURAL asbl. Oreopoulos G. Vandegeerde D.                                          | Rue des Chartreux 19                                                          | ± 22 m2    | |
| 15 | Astérix et Obélix         |       | Goscinny et Uderzo                 | août 2005                               | ART MURAL asbl. Oreopoulos G. Vandegeerde D. Marcelle Bordier Koen Weiss              | Rue de la Buanderie 15                                                        | ± 145 m2   | |
| 16 | Lucky Luke                |       | Morris                             | juin 1993                               | ART MURAL asbl. Oreopoulos G. Vandegeerde D.                                          | Rue de la Buanderie / Rue 't Kindt                                            | ± 180 m2   | |
| 17 | Cori le Moussaillon       |       | Bob de Moor                        | septembre 1998                          | ART MURAL asbl. Oreopoulos G. Vandegeerde D.                                          | Rue des Fabriques 21                                                          | ± 48 m2    | |
| 18 | Les Rêves de Nic          |       | Hermann Huppen                     | octobre 1999                            | ART MURAL asbl. Mangnay J.-Y. Oreopoulos G. Pieterhons R. Vandegeerde D.              | Rue des Fabriques / Rue de la Senne                                           | ± 160 m2   | |
| 19 | Caroline Baldwin          |       | André Taymans                      | juillet 2003                            | ART MURAL asbl. Oreopoulos G. Vandegeerde D.                                          | Rue de la Poudrière 10                                                        | ± 150 m2   | vignette |
| 20 | Blake et Mortimer         |       | Edgar P. Jacobs                    | mai-juin 2005                           | ART MURAL asbl. Oreopoulos G. Vandegeerde D.                                          | Rue du Houblon 24                                                             | ± 104 m2   | |
| 21 | Cubitus                   |       | Dupa                               | octobre 1994                            | ART MURAL asbl. Oreopoulos G. Vandegeerde D.                                          | Rue de Flandre 109                                                            | ± 35 m2    | |
| 22 | Billy the cat             |       | Stéphane Colman et Stephen Desberg | juillet 2000                            | ART MURAL asbl. Mangnay J.-Y. Oreopoulos G. Pieterhons R. Vandegeerde D.              | Rue d'Ophem 24                                                                | ± 50 m2    | |
| 23 | Bob et Bobette            |       | Willy Vandersteen                  | juin 1995                               | ART MURAL asbl. Oreopoulos G. Vandegeerde D.                                          | Rue de Laeken 116                                                             | ± 25 m2    | |
| 24 | F.C. De Kampioenen        |       | Hec Leemans                        | avril 2011 (disparu)                    | ART MURAL asbl. Oreopoulos G. Vandegeerde D. Ardila Aguirre A. Kuleczko R. Dussart G. | Rue du Canal 27                                                               | ± 90 m2    | |
| 25 | Corto Maltese             |       | Hugo Pratt                         | août - septembre 2009                   | ART MURAL asbl. Oreopoulos G. Vandegeerde D. Ardila Aguirre A. Kuleczko R. Dussart G. | Quai des péniches, coin quai de la Voirie                                     | ± 850 m2   | |
| 26 | La Vache                  |       | Johan De Moor                      | mars - avril 1999                       | ART MURAL asbl. d’Hainaut E. Oreopoulos G. Vandegeerde D.                             | Rue du Damier 23                                                              | 32 m2      | |
| 27 | Statue Gaston Lagaffe     |       | André Franquin                     | février 1996                            | Delhaize Le Lion                                                                      | Boulevard Pachéco / Rue des Sables                                            | -          | |
| 28 | Le Scorpion               |       | Enrico Marini                      | mai 2002                                | ART MURAL asbl. Oreopoulos G. Vandegeerde D.                                          | Rue du Treurenberg 16                                                         | ± 35 m2    | |
| 29 | Poje                      |       | Cauvin Carpentier                  | Inconnu                                 | ART MURAL asbl. Oreopoulos G. Vandegeerde D.                                          | Rue de l'Ecuyer 55 / Rue de dominicains                                       | Inconnu    | |
| 30 | Gaston Lagaffe            |       | André Franquin                     | février 2007                            | ART MURAL asbl. Oreopoulos G. Vandegeerde D.                                          | Rue de l'Écuyer 9                                                             | ± 39 m2    | |
| 31 | Quick et Flupke           |       | Hergé                              | juillet 1996 (disparu 2015)             | ART MURAL asbl. Oreopoulos G. Vandegeerde D.                                          | Coin Rue des Capucins et Rue Haute 191                                        | ± 150 m2   | |
| 32 | Odilon Verjus             |       | Laurent Verron Yann le Pennetier   | juin 2004                               | ART MURAL asbl. Oreopoulos G. Vandegeerde D.                                          | Rue des Capucins 13                                                           | ± 33 m2    | |
| 33 | Blondin et Cirage         |       | Jijé                               | novembre 1998                           | ART MURAL asbl. Oreopoulos G. Vandegeerde D.                                          | Rue des Capucins 15                                                           | ± 32 m2    | |
| 34 | Passe-moi l’ciel          |       | Stuf et Janry                      | juillet 2002                            | ART MURAL asbl. Oreopoulos G. Vandegeerde D.                                          | Rue des Minimes 91                                                            | ± 28 m2    | |
| 35 | Boule et Bill             |       | Jean Roba                          | 1992 recréé au même endroit en mai 2014 | ART MURAL asbl. Oreopoulos G. Vandegeerde D.                                          | Rue du Chevreuil 19                                                           | 30 m2      | |
| 36 | La Patrouille des Castors |       | Mitacq                             | avril 2003                              | ART MURAL asbl. Oreopoulos G. Vandegeerde D.                                          | Rue Blaes 200, pignon arrière rue Pieremans 47                                | ± 50 m2    | |
| 37 | Jojo                      |       | André Geerts                       | septembre 1996                          | ART MURAL asbl. Oreopoulos G. Vandegeerde D.                                          | Rue Pieremans 41                                                              | ± 56 m2    | |
| 38 | Le Chat                   |       | Philippe Geluck                    | août 1993                               | ART MURAL asbl. Oreopoulos G. Vandegeerde D.                                          | Bld du Midi 87                                                                | ± 80 m2    | |
| 39 | Têtes de Tintin et Milou  |       | Hergé                              | Inconnu                                 | Editions du Lombard                                                                   | Avenue Paul-Henri Spaak 7                                                     | -          | |
| 40 | Tintin en Amérique        |       | Hergé                              | janvier 2007                            | -                                                                                     | Hall de la Gare du Midi                                                       | Inconnu    | |
| 41 | Signor Spaghetti          |       | Dino Attanasio                     | Inconnu                                 | Inconnu                                                                               | Rue van Bergen                                                                | Inconnu    | |
| 42 | Yakari                    |       | Derib et Job                       | Inconnu                                 | Inconnu                                                                               | rue Dethy                                                                     | Inconnu    | |
| 43 | Jardin aux fleurs         |       | Brecht Evens                       | décembre 2017                           | Inconnu                                                                               | À l'angle de la rue du Grand-Serment et de la rue du Char                     | ± 415 m2   | |
| 44 | Stam et Pilou (nl)        |       | De Marck et De Wulf                | 2011                                    | -                                                                                     | La Fleur en Papier Doré (bar), Rue des Alexiens 53-55 Cellebroersstraat 53-55 | ± 21 m2    | |
| 45 | Spirou et Fantasio        |       |                                    | 2014                                    | -                                                                                     | Rue Notre Dame De Gráces                                                      |            | |

### Liste des fresques à Laeken
| no | Mur BD             | Image | Auteur                             | Date           | Réalisation                                                                           | Lieu                                          | Superficie |
| -- | ------------------ | ----- | ---------------------------------- | -------------- | ------------------------------------------------------------------------------------- | --------------------------------------------- | ---------- |
| 1  | Titeuf             |       | Zep                                | septembre 2006 | Art Mural asbl. Oreopoulos G. Vandegeerde D. Weiss K. Ardila Aguirre A.               | Avenue Émile Bockstael 1                      | ± 160 m2   |
| 2  | Gil Jourdan        |       | Maurice Tillieux                   | mai 2009       | Art Mural asbl. Oreopoulos G. Vandegeerde D. Ardila Aguirre A. Kuleczko R.            | Rue Léopold 1er / Rue Thys-Vanham             | ± 77 m2    |
| 3  | Natacha            |       | François Walthéry                  | octobre 2009   | Art Mural asbl. Oreopoulos G. Vandegeerde D. Ardila Aguirre A. Kuleczko R. Dussart G. | Rue Jan Bollen, 23                            | ± 200 m2   |
| 4  | Martine            |       | Marcel Marlier et Gilbert Delahaye | octobre 2004   | Art Mural asbl. Oreopoulos G. Vandegeerde D.                                          | Avenue de la Reine 325 / Rue Stéphanie        | ± 180 m2   |
| 5  | Le Roi des mouches |       | Mezzo                              | juin 2007      | Art Mural asbl. Oreopoulos G. Vandegeerde D. Pieterhons R.                            | Rue Hubert Stiernet 23                        | ± 96 m2    |
| 6  | Lincoln            |       | Olivier Jouvray et Jérôme Jouvray  | mai 2006       | Art Mural asbl. Oreopoulos G. Vandegeerde D.                                          | Rue des Palais Outre-Ponts / Rue de la Grotte | ± 120 m2   |
| 7  | Fanny et Cie       |       | Robert Merhottein                  | avril 2009     | Art Mural asbl. Oreopoulos G. Vandegeerde D. Ardila Aguirre A. Kuleczko R.            | Av. du Gros Tilleul / Av. de Madrid           | ± 81 m2    |
| 8  | Petit Spirou       |       | Tome et Janry                      | mai 1996       | Art Mural asbl. Oreopoulos G. Vandegeerde D.                                          | Boulevard du Centenaire, Place de Bruparck    | ±50 m2     |
| 9  | Le Marsupilami     |       | André Franquin                     | mai 2013       | Farmprod                                                                              | Avenue Houba-de Strooper, 141                 |            |

### Liste des fresques à Auderghem
| no | Mur BD           | Image | Auteur           | Date          | Réalisation | Lieu                   | Superficie |
| -- | ---------------- | ----- | ---------------- | ------------- | ----------- | ---------------------- | ---------- |
| 1  | Gil Jourdan      |       | Maurice Tillieux | octobre 2006  | Inconnu     | Rue du Vieux Moulin 56 | Inconnu    |
| 2  | Gil Jourdan      |       | Maurice Tillieux | juin 2009     | Inconnu     | Rue Émile Idiers       | Inconnu    |
| 3  | Le Scrameustache |       | Gos et Walt      | novembre 2008 | Inconnu     | Chaussée de Wavre 1314 | ± 50 m2    |

### Liste des fresques à Neder-Over-Heembeek
| no | Mur BD                | Image | Auteur         | Date             | Réalisation    | Lieu                     | Superficie |
| -- | --------------------- | ----- | -------------- | ---------------- | -------------- | ------------------------ | ---------- |
| 1  | Jour de sable         |       | Aimée de Jongh | 23 novembre 2022 | Urbana project | Place Saint-Nicolas      | 75 m2      |
| 2  | L'Arbre               |       | Maurane Mazars | 22 juin 2023     | Farmprod       | 150, rue de Lombartzyde  | 99 m²      |
| 3  | Les carnets de Cerise |       | Aurélie Neyret | 30 août 2023     | Urbana project | 4, rue des trois pertuis | 72 m2      |